# Jan Lies
Jan Lies (* 1970 in Hamburg) ist ein deutscher Wirtschaftswissenschaftler mit Unternehmenskommunikation, Public Relations, Marketing, Systemtheorie, Macht und Evolutionsökonomik als Forschungsschwerpunkten.

## Lebenslauf
Jan Lies studierte Volkswirtschaft in Münster, promovierte an der wirtschaftswissenschaftlichen Fakultät der Universität Witten/Herdecke bei Carsten Herrmann-Pillath und habilitierte bei Birger Priddat zum Dr. rer. pol. habil. Ab 2007 war er Professor für PR- und Kommunikationsmanagement an der privaten Macromedia Hochschule für Medien und Kommunikation (MHMK) in Hamburg und Berlin. Lies ist seit 2013 Professor für Betriebswirtschaftslehre, insbesondere Unternehmenskommunikation und Marketing an der FOM Hochschule in Dortmund.

## Public Relations als Machtmanagement
Lies unterscheidet Public Relations im weiteren Sinne (Unternehmenskommunikation/corporate communications) im engeren Sinne (Medien- und Pressearbeit als ursprünglich herausragendes PR-Instrument) und als Strukturbegriff (öffentliche Beziehungen als wörtliche Übersetzung von „Public Relations“), um damit die Beiträge der PR-Diskussion zu ordnen, die PR genauso als Strategie (Reputationsmanagement, Imagemanagement usw.), als Instrument (Pressearbeit, Online-Kommunikation…) oder als handlungsrelevante Umgebungsstruktur von Unternehmen (Widerstände, Stimmungen…) thematisieren. – Public Relations im weiteren Sinne wird als der Teil der Unternehmensführung bezeichnet.